# Dharmachakra
Pour les articles homonymes, voir Karma Triyana Dharmachakra.

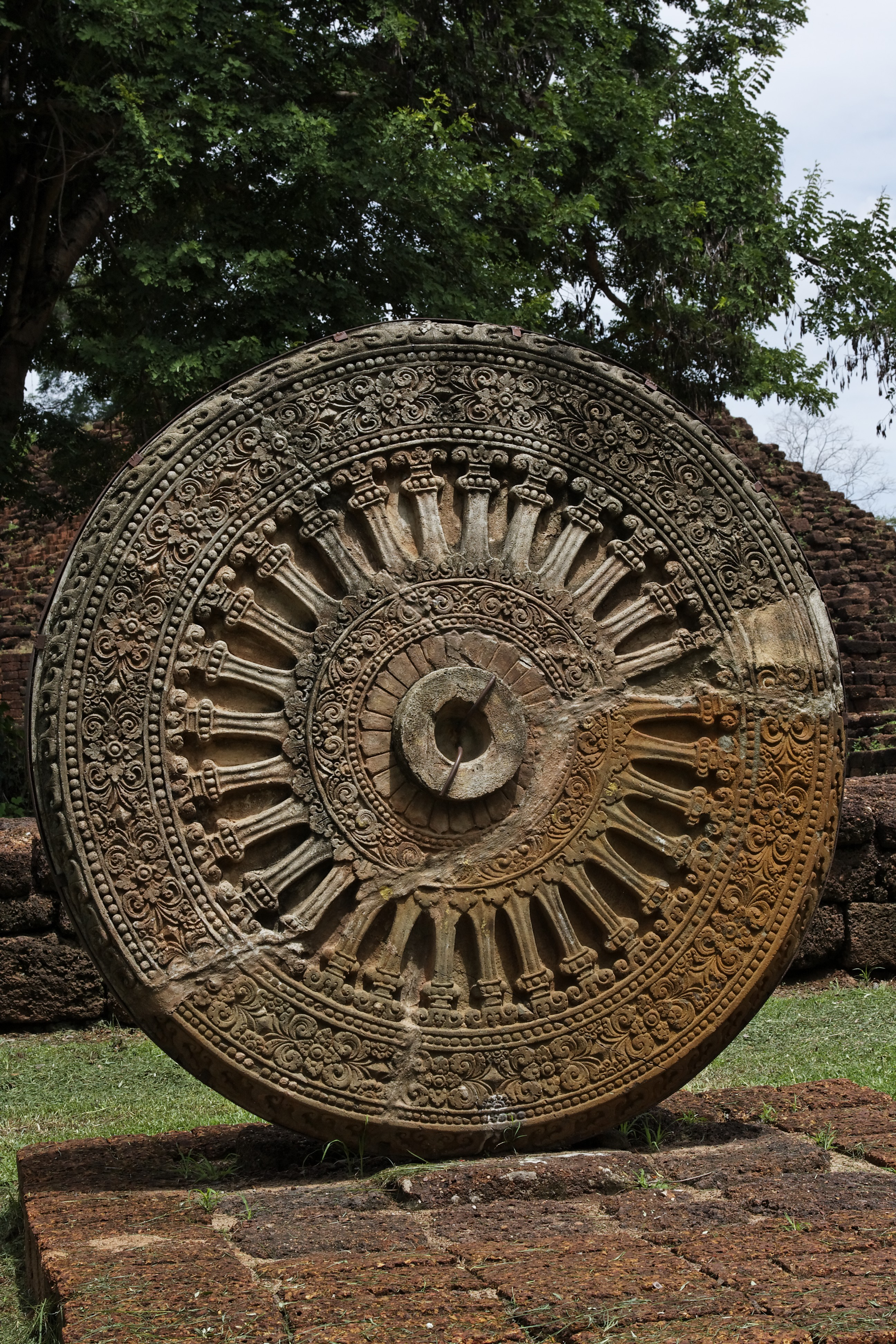
Dharmachakra au Parc historique de Sri Thep (Thaïlande). Art de Dvaravati.

Le Dharmachakra (धर्मचक्र (dharmacakra)), la « Roue du Dharma » ou « Roue de la Loi », est un symbole représentant la doctrine bouddhiste et la diffusion de l'enseignement du Bouddha sur le chemin de l'éveil, depuis le début de la période du bouddhisme indien. C'est un des huit symboles auspicieux.

## Histoire

Une version simplifiée du Dharmachakra.

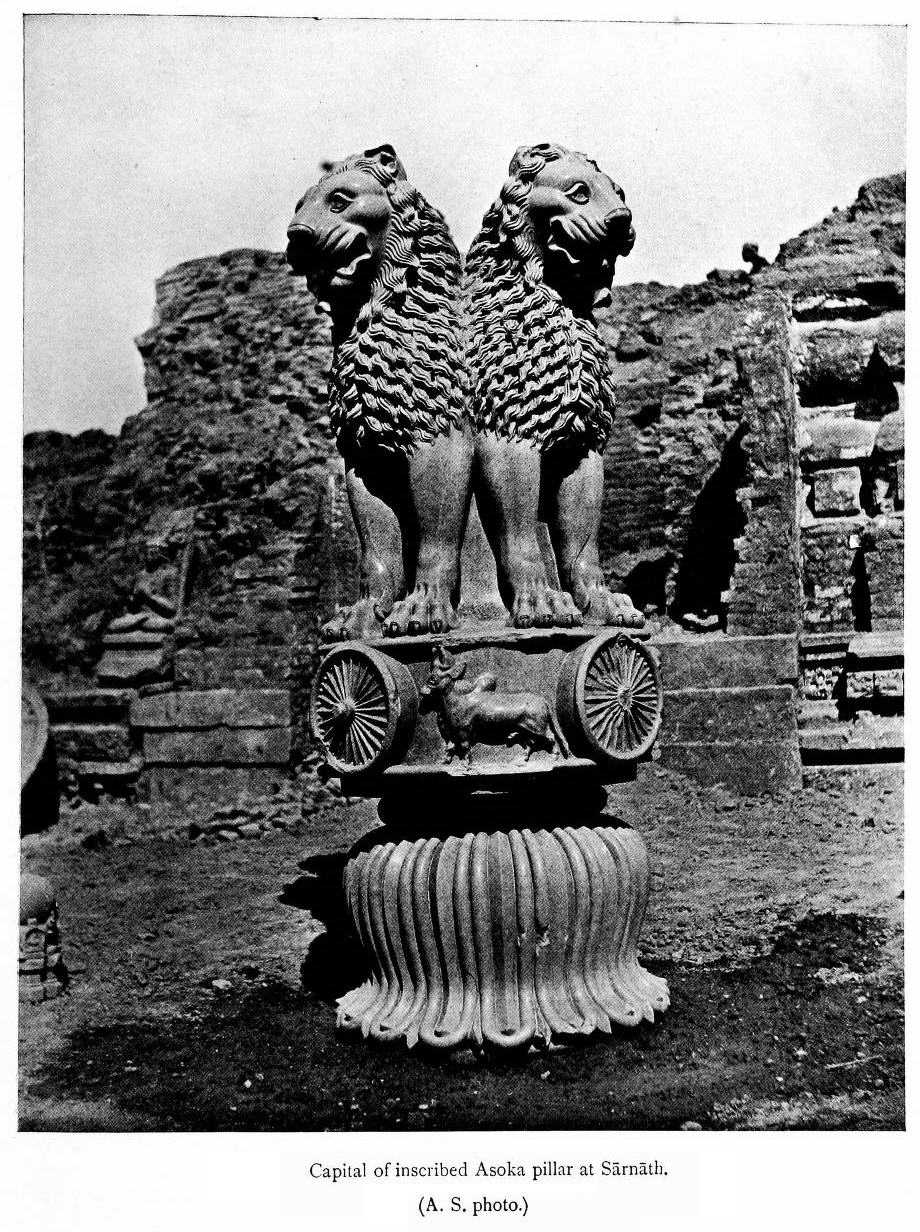
Le pilier d'Ashoka à Sarnath (photo publiée en 1911).

Le Dharmachakra est représenté sous la forme d'une roue de chariot (sanskrit : chakra) possédant huit rayons ou davantage. C'est un des symboles bouddhistes les plus anciens, apparu dès l'époque du roi bouddhiste Ashoka (IIIe siècle av. J.-C.), avant toute représentation du Bouddha sous forme humaine. Il figure sur le chapiteau aux lions ou « Pilier d'Ashoka » découvert à Sarnath. Depuis lors, il a été utilisé comme symbole de foi dans l'ensemble des pays bouddhistes.

C'est un important motif iconographique de la culture de Dvaravati en Asie du Sud-Est (VIe au XIe siècle).

## Symbolisme
Dans le bouddhisme, selon un certain nombre de textes du canon pali —  le Vinaya Pitaka, le Khandhaka, le Mahavagga et le Dhammacakkappavattana Sutta, le nombre de rayons du Dharmachakra possède une signification :
- 8 rayons représentent le Noble Chemin Octuple (āryāṣṭāṅgamārga) ;
- 12 rayons représentent les douze maillons de la coproduction conditionnée (pratītyasamutpada) ;
- 24 rayons représentent les douze maillons de la coproduction conditionnée et les douze maillons de la cessation conditionnée ;
- 31 rayons représentent les trente-et-un mondes (11 mondes de désir, 16 mondes de forme et 4 mondes sans forme).

Les autres parties du Dharmachakra ont aussi une signification :
- sa forme générale en cercle (chakra) symbolise la perfection de l'enseignement du dharma ;
- le moyeu représente la discipline, centre essentiel de la méditation bouddhique ;
- la jante, qui maintient les rayons, renvoie à la concentration (ou samadhi) qui maintient l'ensemble.

Le geste (mudra) correspondant à la mise en mouvement de la roue de la Loi (Dharmachakrapravartana) est connu sous le nom de Dharmachakramudra.
La roue du Dharma peut aussi symboliser la propagation de l'enseignement du Dharma de pays en pays. En ce sens, elle a roulé de l'Inde jusqu'en Asie Centrale, en Asie du Sud-Est puis en Asie de l'Est.

## Multiples tours de la roue

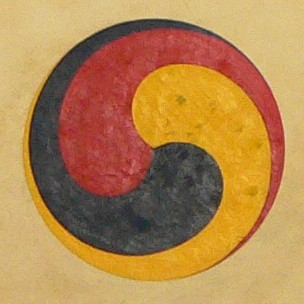
Le Gankyil.

Les écoles du Mahayana classent les enseignements bouddhistes selon un cycle de développements successifs. Ces phases sont appelées « tours » du Dharmachakra (sanskrit : Dharmachakra-pravartana).
Tous les bouddhistes s'accordent sur le fait que le premier tour de la Loi a eu lieu lorsque Bouddha a fait son premier sermon après l'éveil dans le parc aux gazelles de Sarnath. En mémoire de cet événement, le Dharmachakra est parfois encadré par deux gazelles.
Dans le bouddhisme theravada, il n'y a qu'un seul « tour de la roue » et les développements tardifs de la doctrine bouddhique non présents dans le Tipitaka ou dans les Agamas ne sont pas considérés comme des enseignements du bouddha historique.
D'autres écoles, comme le Mahayana et le Vajrayana distinguent plusieurs « tours ». Leur nombre varie. Selon une version, le premier tour est celui de l'enseignement original de Gautama Bouddha, en particulier celui des Quatre nobles vérités, qui décrit le mécanisme de l'attachement, du désir, de la souffrance et la libération grâce aux Noble Chemin Octuple ; le deuxième tour est l'enseignement du Prajnaparamita (perfection de la sagesse), un texte fondateur du Mahayana ; le troisième est l'enseignement du Maha Vairochana Sutra, un texte essentiel du bouddhisme tantrique.
Le pic des Vautours est connu pour être l'endroit où furent donnés les enseignements de la deuxième mise en mouvement de la roue du Dharma. Zhìshēng (zh : 智昇 ; fr : Zhishang) établit une division des enseignements du Bouddha selon la « Roue de la Loi à trois tours » dans le Catalogue des enseignements de Shakyamuni de l’époque du Grand Tang de l’époque Kaiyuan (en : Catalogue of Śākyamuṇi’s Teachings of the Kaiyuan era of the Great Tang Era ; zh : 大唐開元釋教錄 ; pinyin : Dà Táng Kāiyuán Shìjiào Lù) ou simplement le Kaiyuan Catalogue (complété en 730 CE). Au 1er tour de la roue correspondent les enseignements exposés pour les bodhisattvas dans l’Avataṃsaka sūtra dit Sūtra de la Guirlande de fleurs ; au 2e tour, les enseignements des trois véhicules des sūtras des périodes Agama, Vaipulya et de la Sagesse, destinés aux personnes de capacités inférieures, incapables de saisir l’enseignement du Sūtra de la Guirlande de fleurs ; et au 3e tour de roue, l’enseignement spontané du Sūtra du Lotus, qui réunit les trois véhicules dans le Véhicule Unique, auquel s’associent deux sûtras : le Sūtra aux sens infinis (jp : Muryogi Kyō) et le Sūtra de la méditation sur la dignité de celui qui cherche l'illumination (jp :Fugen Kyō), respectivement prologue et épilogue du Sûtra du Lotus, selon les commentaires de Zhiyi.
Selon une autre version, le deuxième tour du Dharmachakra est l'Abhidhamma, le troisième est le Prajnaparamita du Mahāyāna et un quatrième rassemblerait les sutras du Chittamatra et du Tathagatagarbha (nature de bouddha).

## Autres usages
Les armoiries de la Mongolie comportent un Dharmachakra associé à d'autres symboles bouddhistes comme la fleur de lotus, le chintamani, un khata bleu et le soyombo.
Sur la suggestion de Bhimrao Ambedkar, le Dharmachakra a été adopté sur le drapeau de l'Inde en 1947.
Le drapeau de l'ancien royaume du Sikkim, conçu en 1670, présentait une version du Dharmachakra.
Un Dharmachakra rouge à douze rayons figure aussi sur le drapeau bouddhique jaune de Thaïlande.

Les armoiries de la Mongolie comportent un Dharmachakra jaune entouré  d'un khata bleu.
Les armoiries du Sri Lanka comportent un Dharmachakra bleu comme cimier.
Le drapeau de l'Inde présente le Chakra d'Ashoka en son centre.
Drapeau de l'ancien royaume du Sikkim.
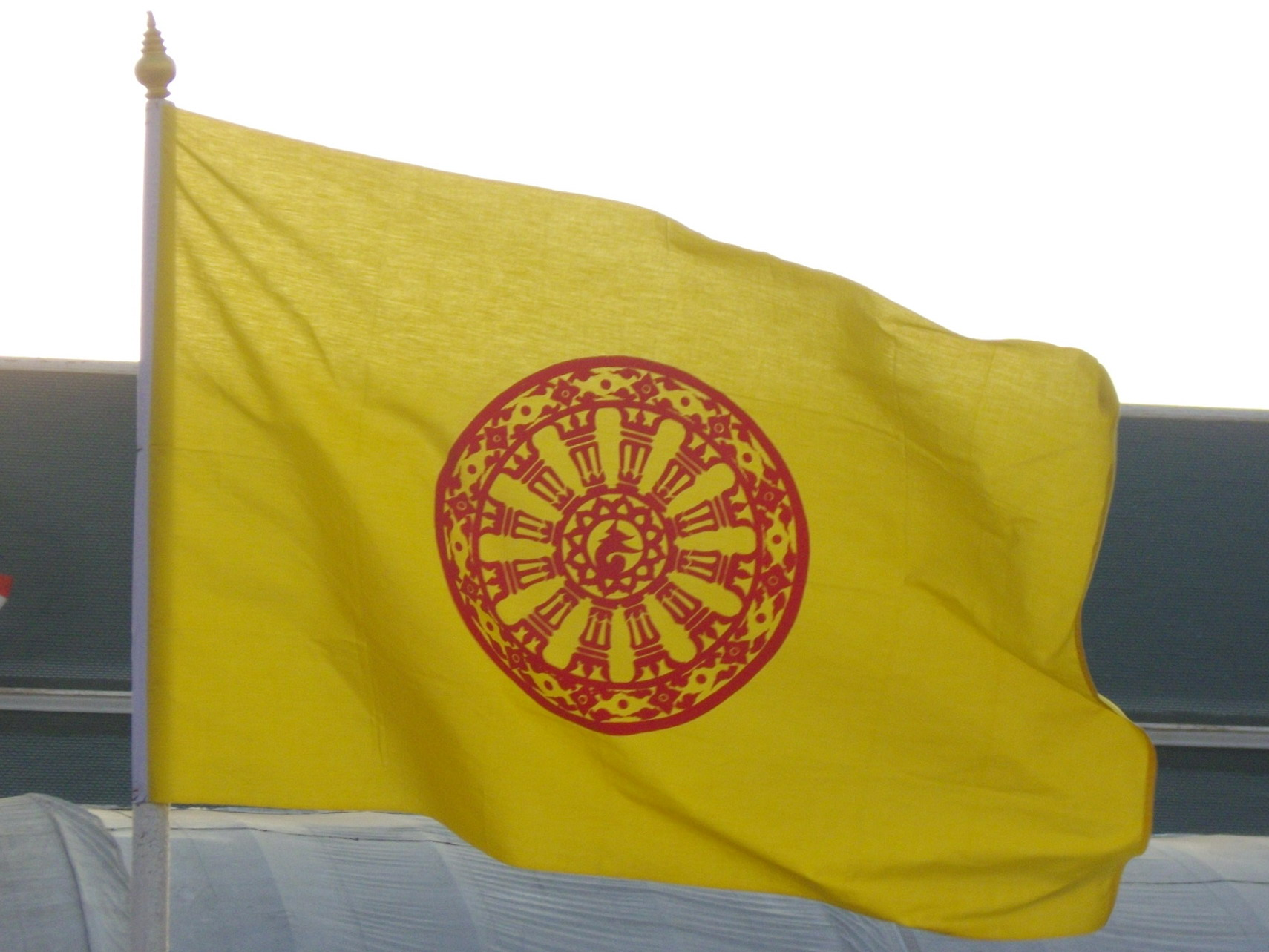
Le drapeau au Dharmachakra du bouddhisme thaïlandais.
Le sceau de l'université Thammasat de Thaïlande a pour fond un Dharmachakra.
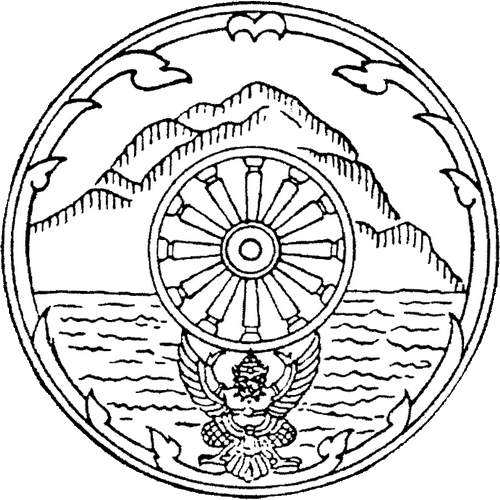
Garuda soutenant un Dharmachakra sur le sceau de la Province de Chainat (Thaïlande).
Drapeau rom. En souvenir de l'origine indienne des Roms.

Le Dharmachakra est aussi l'insigne des aumôniers militaires bouddhistes dans les forces armées des États-Unis.
Dans le jaïnisme, le Dharmachakra est vénéré comme un symbole du dharma.
D'autres chakras apparaissent dans d'autres traditions indiennes, notamment le Sudarshana Chakra de Vishnou, une arme en forme de roue qui ne représente pas un enseignement.
Le Dharmachakra est aussi utilisé comme emblème par les adorateurs de Kérdik, une tradition populaire locale de l'Océan indien.
On trouve la roue du dharma au sommet du toit de certains monastères tibétains, entourée de deux cerfs debout, une innovation du Karmapa.

## Symbole Unicode
Dans la norme informatique Unicode la roue de Dharma possède huit rayons :
- U+2638 ☸ roue de dharma (HTML : &#9784;)